# Forspaddling

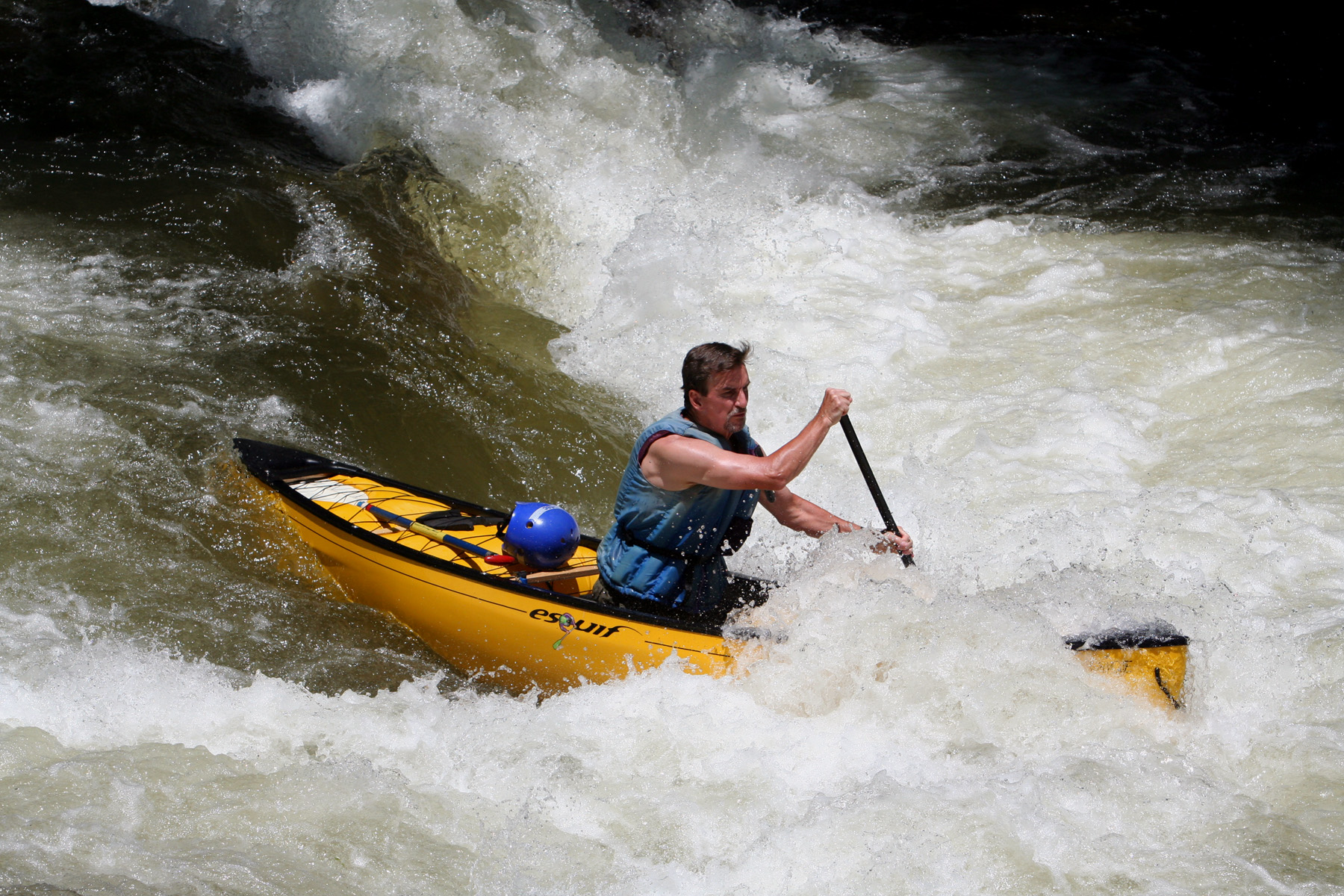

Forspaddling är paddling i åar och älvar med inslag av fors. Forspaddling bedrivs i huvudsak med kanot (kajak eller kanadensare) och skiljer sig därmed från till exempel forsränning som utförs med gummibåt avsedd för flera personer.

## Olika discipliner (i urval)
Fripaddling - paddling för rekreation där paddlaren gör korta eller längre turer och ofta stannar för surf och lek i olika vågor och valsar.
Freestyle (forspaddling) - Tävlingsform där paddlaren på en begränsad tid ska utföra olika trick på en våg eller vals, ofta mycket spektakulärt och intensivt.
Kanotslalom - Olympisk tävlingsdisciplin där paddlaren skall följa en bana i forsen - snabbaste tiden vinner. Banan är markerad med portar och missad port eller islag ger tidstillägg.
Creeking - Teknisk, avancerad utförspaddling i brantare vattendrag vanligtvis med lägre vattenvolym men med inslag av vattenfall och svåra passager.
Kajakcross - Flera forspaddlare tar sig ned för en bana i forsen samtidigt. Tacklingar och prejningar är tillåtna.   